# Švýcarsko na Zimních olympijských hrách 1924
Švýcarsko se účastnilo Zimní olympiády 1924. Zastupovalo ho 30 sportovců (30 mužů a 0 žen) v 7 sportech.

## Medailisté
| Medaile | Jméno                                                          | Sport                   | Soutěž           |
| ------- | -------------------------------------------------------------- | ----------------------- | ---------------- |
| Zlato   | Alfred Neveu Eduard Scherrer Alfred Schläppi Heinrich Schläppi | Boby                    | Čtyřbob          |
| Zlato   | Adolf Aufdenblatten Alphonse Julen Antoine Julen Denis Vaucher | Závod vojenských hlídek | Družstvo mužů    |
| Bronz   | Georges Gautschi                                               | Krasobruslení           | Muži jednotlivci |